# Frans Hijmans
Frans Cornelis Hijmans (Amsterdam, 31 mei 1918 – Auschwitz, 31 maart 1944) was een Nederlands schilder en tekenaar.

## Levensloop
Frans Hijmans (ook: Hymans) was een zoon van de liberaal-joodse Arnold Cornelis Hijmans en Hermana Cornelia Elizabeth du Mosch. Zijn vader was onder meer directeur van de Java Sumatra Handelsmaatschappij NV in Amsterdam en lid van de Provinciale Staten. Aan het Amsterdams Lyceum kreeg Hijmans tekenlessen van de schilder Willy van Schoonhoven van Beurden en in zijn vrije tijd van Cees Bolding. Hij liet zich tijdens zijn middelbareschooltijd dopen en werd lid van de gereformeerde kerk.
Hij werd in 1936 toegelaten tot de avondcursus van de Rijksakademie van beeldende kunsten en stapte een jaar later over naar de dagopleiding. Hij studeerde in 1940 af onder prof. Gé Röling. Hijmans schilderde en tekende landschappen en stillevens.
Hijmans woonde vanaf begin 1938 in Laren, waar zijn ouders woonden, maar keerde in september 1939 naar Amsterdam terug. Hij woonde er enige tijd bij de schilder Jan Grégoire, tot hij in juni 1940 opnieuw naar Laren vertrok. Hij sloot zich na zijn opleiding aan bij kunstenaarsvereniging Sint Lucas en exposeerde daarmee in 1941 in het Stedelijk Museum Amsterdam. Hijmans dook in 1943 onder in Etersheim, maar werd in juli gesnapt door de Gestapo. Hij wist te ontsnappen, maar is bij een latere gelegenheid alsnog opgepakt. Via de Joodsche Schouwburg kwam hij in september 1943 in Kamp Westerbork terecht. Ruim een maand later werd hij naar Auschwitz gedeporteerd, waar hij op 25-jarige leeftijd om het leven kwam. Postuum werd Hijmans' werk onder meer getoond bij de herdenkingstentoonstellingen 'Kunst in het harnas' (1945) in het Stedelijk Museum Amsterdam en 'Rebel, mijn hart' (1995) in de Nieuwe Kerk in Amsterdam. 
- Biografisch Portaal: 78896721
- RKD-Nederlands Instituut voor Kunstgeschiedenis: 38381